# Respendial
Respendial lub Respindal - król jednej z dwóch grup Alanów, które wkroczyły do Galii na początku V wieku.
Respendial był królem jednej z dwóch grup Alanów, które przekroczyły Ren 31 grudnia 406 r. Druga grupa była prowadzona przez Goara, który dołączył do Rzymian; Respendial w czasie bitwy nad Renem przeważył szalę zwycięstwa na stronę Wandalów, którzy początkowo przegrywali w walce z Frankami, a nawet stracili w niej swego króla Godigisela. Wraz z Wandalami i Swebami, Alanowie Respendiala przekroczyli Pireneje i osiedli w Hiszpania po 409 r. Dalszy los Respendiala nie jest znany, jego następcą był Addaks.